# Cricotopus irwini
Cricotopus irwini är en tvåvingeart som beskrevs av James E. Sublette 1971. Cricotopus irwini ingår i släktet Cricotopus och familjen fjädermyggor. Inga underarter finns listade i Catalogue of Life.